# Lupinus culbertsonii
Lupinus culbertsonii är en ärtväxtart som beskrevs av Edward Lee Greene. Lupinus culbertsonii ingår i släktet lupiner, och familjen ärtväxter.

## Underarter
Arten delas in i följande underarter:
- L. c. culbertsonii
- L. c. hypolasius